# Champfleury (écrivain)
Pour les articles homonymes, voir Champfleury.
Jules François Félix Husson, dit Fleury, dit Champfleury, né le 10 septembre 1821 à Laon et mort le 6 décembre 1889 à Sèvres, est un journaliste, critique d’art et de littérature, nouvelliste et romancier français.
Lié d'amitié à Victor Hugo et Gustave Flaubert, il s’est attiré l'hostilité des frères Goncourt, dont il a stigmatisé le « maniérisme ». Ceux-ci se sont vengés de ses attaques en lui reprochant une orthographe approximative et un « manque de style », allant jusqu'à le caricaturer dans leur roman Charles Demailly, consacré aux milieux intellectuels de leur temps.

## Enfance, famille et formations
Fils de l’épicière Mélanie-Joséphine Duflot et du secrétaire de mairie Pierre-Antoine Husson-Fleury, il est le dernier de trois enfants et appartient à cette petite bourgeoisie d’employés et de commerçants qui s’est développée sous la Restauration, à Paris comme en province. Élève peu brillant, le jeune homme fréquente le collège de Laon de 1830 à 1834.
Jugeant les matières scolaires inefficaces, Jules Husson s'est forgé sa propre culture, grâce notamment à l'essor de l'illustration, des journaux et de la littérature. Cela lui aurait permis de nourrir son esprit et ses ambitions culturelles mieux que ne l’aurait fait l’école. Devenu quasi autodidacte, il publie, à partir de 1845, des nouvelles ironiques (« Chien-Caillou », « Pauvre Trompette », « Feu Miette ») qui jouent de la caricature. Ses nouvelles seront plus tard louées par Hugo et Courbet. Ceux-ci le proclament « réaliste ».
Comme de nombreux jeunes gens ambitieux, il monte à Paris, à l’âge de dix-sept ans. Le jeune homme est alors commis-libraire chez Legrand, quai des Grands-Augustins, et commence à fréquenter les milieux artistiques. Ce premier séjour est assez bref, car il est rappelé à Laon par son père, qui avait quitté son poste à la mairie en 1838 et acheté en janvier 1841 Le Journal de l'Aisne. Il contribue alors, en qualité de commis, à la gestion familiale de cette publication dont son frère ainé, l'érudit Édouard Fleury, est le rédacteur. Il ne pourra retourner à Paris qu’en mars 1843, date à laquelle s’établit alors définitivement dans la capitale, où i travaille avec acharnement pour y occuper une place dans le champ littéraire.
Seul, il cherche un réseau lui permettant d’obtenir des collaborations éditoriales fructueuses. L’enjeu est pour lui à la fois économique et culturel, car ses articles de presse lui procurent un certain revenu et suscitent en lui l’espoir d’une reconnaissance artistique.
Il est l'époux d’Élisabeth Victoire Pierret filleule du peintre Eugène Delacroix. Elle meurt en 1876, deux ans après la mort de leur fillette. Ami de la peintresse Éléonore Escallier née Légerot, il est témoin au mariage de sa fille en 1884.

## Vers le réalisme
Champfleury commence son ascension littéraire en développant un certain intérêt pour la littérature, la chanson et l’imagerie populaires. L’amitié entre Max Buchon et Champfleury, née entre 1846 et 1848, joue alors un rôle déterminant dans la mesure où l’écrivain lui fait connaître, au fil des années 1850, plusieurs auteurs étrangers dont le poète allemand Hebel, les romanciers suisses Auerbach et Bitzius. La découverte de ces auteurs inspire à Champfleury de nombreux articles. En 1851, il entreprend une série de critiques publiées dans le Messager de l’Assemblée, où il fait l’éloge des chants villageois de Dupont et de Mathieu. Il consacre ensuite un article à son compagnon Buchon et deux feuilletons aux chansons populaires contemporaines. Il s’agit d’une année particulièrement féconde. Champfleury développera ultérieurement ses réflexions dans la Revue de Paris et l’Athenaeum. Il consacre en outre à la caricature – qu’il considère comme un art populaire des villes – une place de plus en plus importante. « Son amitié avec Gustave Courbet tient en partie à son intérêt pour les images et à son rapport avec la culture populaire. De 1848 à 1865, cette amitié oriente de manière significative l’évolution esthétique de Champfleury et la formulation des théories réalistes de celui-ci. »
L’œuvre de Courbet présente selon lui des traits propres à l’art populaire : une méthode fondée sur l’observation de la réalité dans ses détails les plus modestes ; le choix de sujets humbles et ordinaires ; la simplicité et la « sincérité » d’un style qui ne prétend pas cacher la réalité sous l’apparence de la forme ou de l’idée. Quand il publie le recueil Le Réalisme, en 1857, sa théorie est déjà connue, il l’avait déjà exprimée dans la préface des Aventures de Mariette (1853), puis dans sa Gazette (novembre-décembre 1856), mais il entend la développer. Cofondateur de la revue Réalisme, avec l'aide de Duranty, Assézat et Thuilé[Qui ?], il publie un manifeste en faveur de l'« art vrai » dans les domaines aussi bien littéraire qu'artistique.

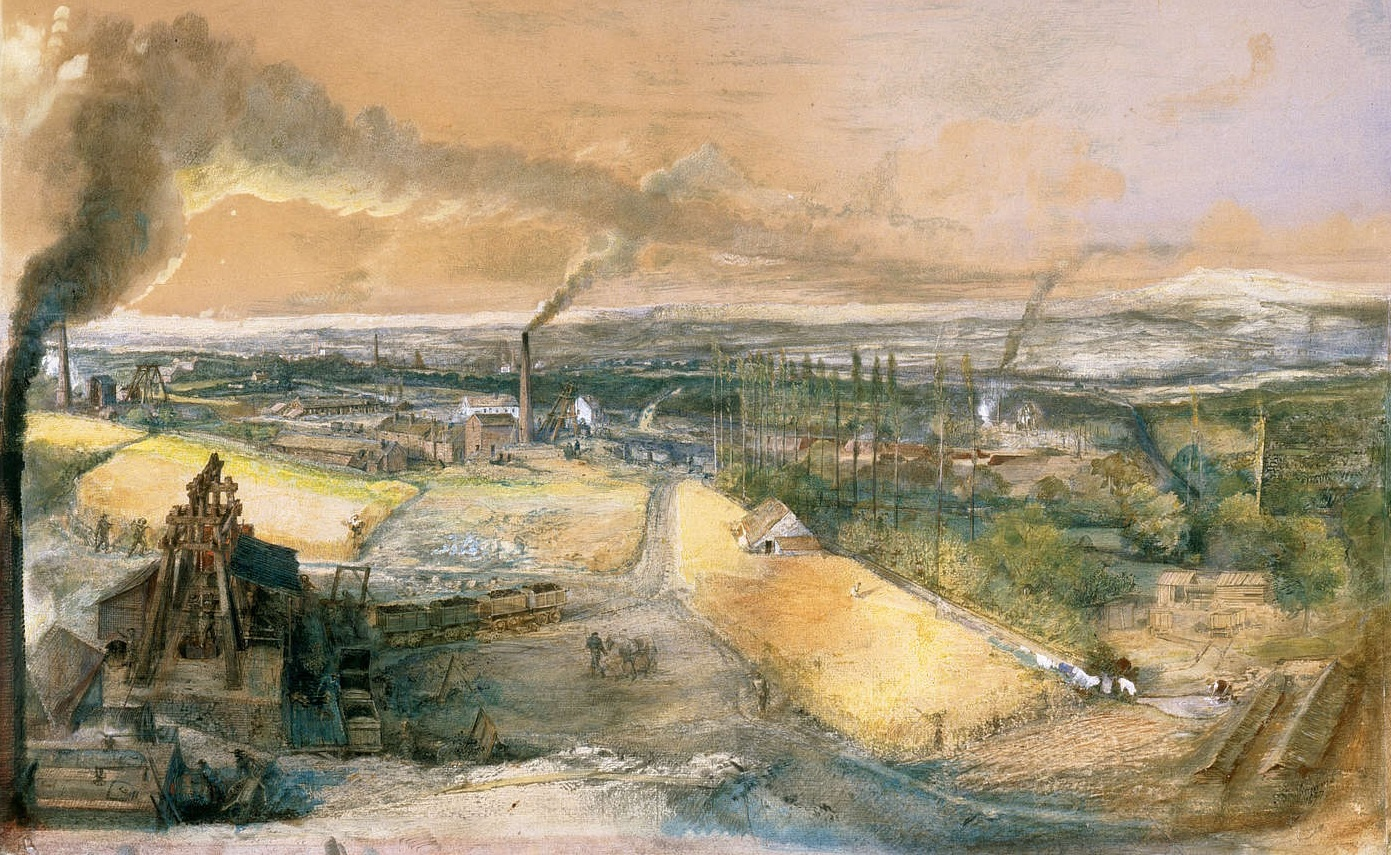
Mine de Houille de Blanzy, peinture d'Ignace-François Bonhommé, 1857, musée des Arts et Métiers, Paris.

A cet égard, Champfleury soutient l'œuvre "proto-réaliste" du peintre et lithographe français Ignace-François Bonhommé afin de faire accrocher ses peintures sur les murs des écoles publiques. En effet, celles-ci revêtent une véritable qualité de document historique puisqu'elles donnent à voir des paysages industriels et des portraits de travailleurs, dont le degré de précision se prête tout à fait à l'enseignement. En 1851, le critique d'art appuie cette demande auprès du Ministère de l'Intérieur dirigé par Ledru-Rollin, qui débouche aussitôt sur une commande d’un cycle de peintures pour l’Ecole des Mines. Habitant près de chez lui, Bonhommé continuera à lui demander de l'aide dans la formulation écrite de demande de commandes.Champfleury est un fervent admirateur et collectionneur de Bonhommé, qui peut ainsi être considéré comme percusseur de la peinture réaliste de Courbet. 
Admirateur des frères Le Nain, ancêtres du réalisme, ainsi que de Gustave Courbet, il consacre de nombreuses études à ces peintres. Il se lia avec le romancier et critique d'art Louis Edmond Duranty. Il est aussi grand amateur de pantomimes, en écrivant plusieurs pour Paul Legrand et son rival Charles Deburau.

De même, ses articles de presse portent la marque de son admiration pour Balzac.

« En 1852, Fourtoul étant ministre de l'Instruction Publique, un comité s'organisa avec Ampère comme président, pour rassembler dans chaque province de France le plus grand nombre possible de vieilles chansons afin d'en offrir un choix au public, mais le projet ne put aboutir. Champfleury, curieux homme et homme curieux, publia quelques années plus tard un florilège de ces savoureuses chansons (qui) lui valut un article louangeur de Sainte-Beuve dans Le Constitutionnel du 2 janvier 1863 (...). Champfleury, qui avait fait ouvrir (à Max Buchon, salinois aisé, condisciple au collège de Gustave Courbet qui l'a portraituré) les portes de La Revue des Deux-Mondes, le félicita et l'encouragea, et lui adressa plus de deux cents lettres. »

## L'expert en chats et en faïences

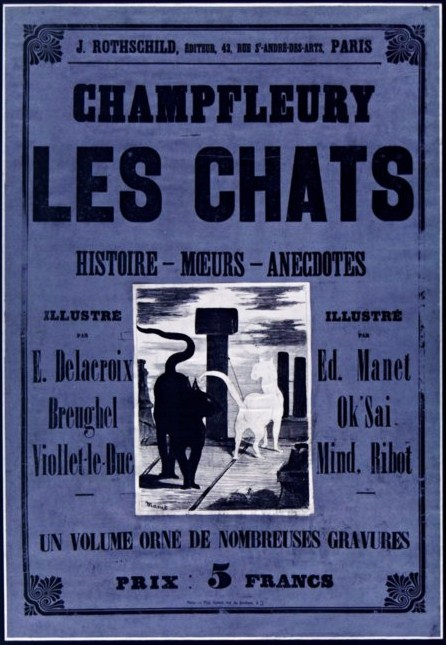
Les Chats, affiche de lancement (lithographie, 1868) illustrée par Édouard Manet.

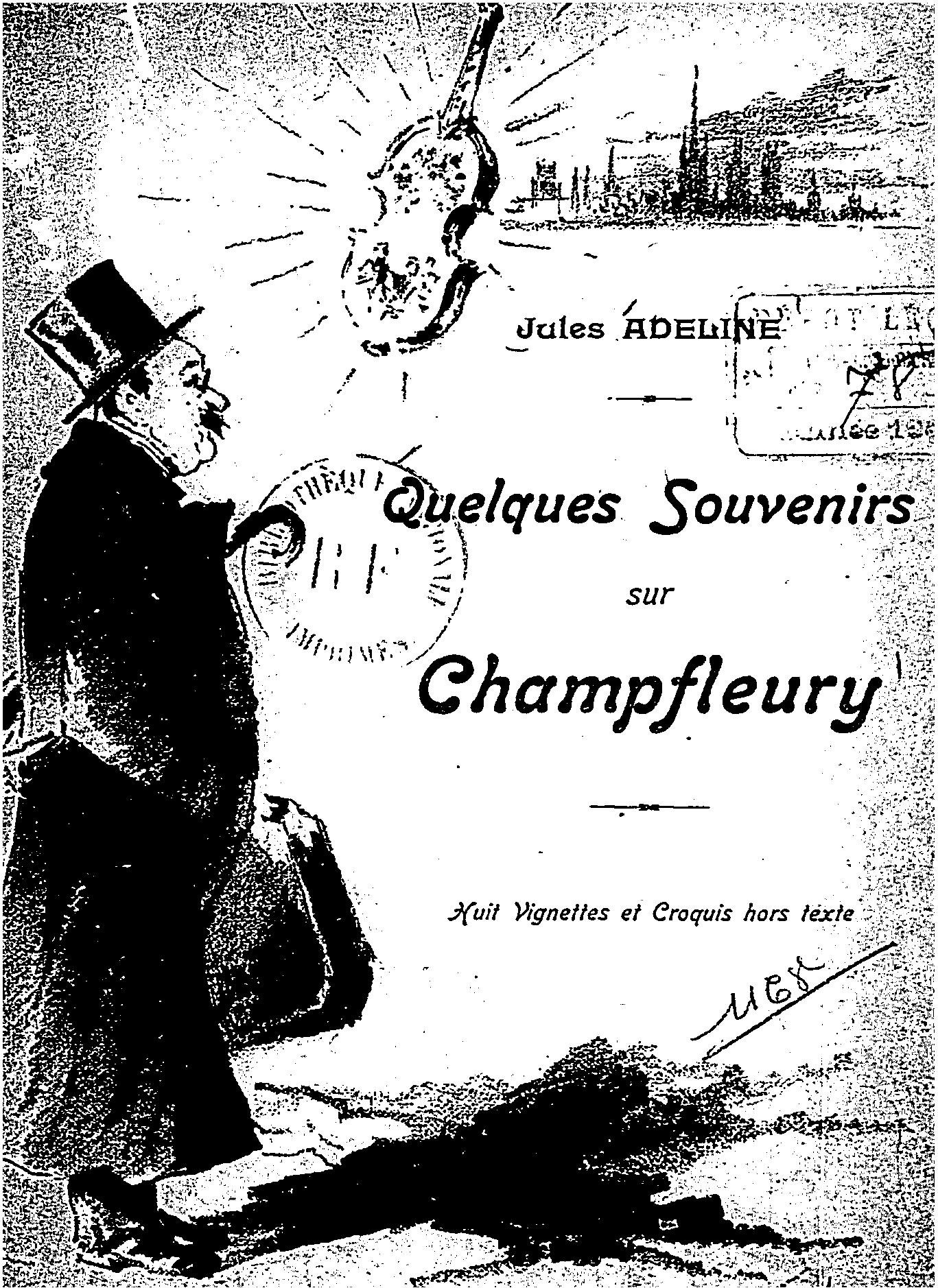
Caricature de Champfleury par Jules Adeline (1902).

Les romans et nouvelles de Champfleury s'attachent à la description réaliste de la petite bourgeoisie et de la bohème. Tout en poursuivant sa carrière d'homme de lettres, il se spécialise dans l'art de la faïence et apparaît bientôt comme une autorité en la matière. En 1872, il est nommé « chef des collections de la manufacture de Sèvres » puis, en 1876 « conservateur du musée et des collections à la Manufacture » et, enfin, sous-administrateur en 1887, poste qu'il occupe jusqu'à sa mort. Lui-même grand collectionneur, il ironise sur sa propre manie dans un roman autobiographique, Le Violon de faïence.
Toutefois, son plus grand succès littéraire reste Les Chats : histoire, mœurs, anecdotes, publié par l'éditeur Jules Rothschild en 1869 et illustré entre autres par des dessins gravés de Delacroix, Viollet-le-Duc, Mérimée — dont l'anecdote dit qu'il aimait « crayonner » les chats familiers de son ami l'architecte niortais Pierre-Théophile Segretain (1798-1864) —, Prisse d'Avesnes, Manet, Gottfried Mind, Edmond Morin, Kreutzberger, Ribot et Hokusai. Relativement peu cher — 5 francs —, l'ouvrage a connu un triomphe immédiat et est devenu un classique, bien qu'aujourd'hui d'une grande rareté. Cet ouvrage, qui est une sorte d'encyclopédie des chats, examine leur place dans l'histoire et la littérature, combat les préjugés à leur endroit, rend hommage aux grands hommes qui les ont aimés et décrit leurs comportements à travers une foule d'observations fines et d'anecdotes curieuses et amusantes. Pour accompagner son livre, Champfleury, qui était au cœur de la vie artistique de son temps, s'est assuré la collaboration de ses amis les plus prestigieux, parmi lesquels notamment Manet, Delacroix et Viollet-le-Duc. Les illustrations que ceux-ci lui ont confiées confèrent à cet ouvrage un charme unique.
Champfleury a été peint par Courbet, photographié par Nadar et Charles Gallot. Il a fait également l'objet de nombreuses caricatures. Il est inhumé au cimetière des Bruyères.

## Œuvre
La liste complète en a été donnée en 1891 par Maurice Clouard, qui compléta les notes de Champfleury lui-même ; voir également la bibliographie donnée par G. et J. Lacambre dans Son regard et celui de Baudelaire (Hermann, 1990).

### Romans
- Chien-Caillou, fantaisies d'hiver ; Pauvre Trompette, fantaisies de printemps ; Feu Miette, fantaisies d'été, 1847.
- Confessions de Sylvius, 1849.
- Les Aventures de Mademoiselle Mariette, 1853.
- Les Oies de Noël, 1852, réédité en 1858 sous le titre de L'usurier Blaizot.
- Les Souffrances du professeur Delteil, 1853.
- Les Bourgeois de Molinchart, 1855.
- La Succession Le Camus, écrit d'août 1855 à mai 1856 (Paris, A. Cadot, 1858, puis Plon et Cie, ds la "bibliothèque de romans à 1 franc le volume", ex. non daté - archives personnelles.
- Les Sensations de Josquin, 1859.
- Le Violon de faïence  (ill. Émile Renard, Jules Adeline), Paris, Édouard Dentu, 1877, viii-173 p., pl. et fig. ; in-8º (OCLC 921496227, lire en ligne sur Gallica).
- La Comédie académique - La Belle Paule, 1867.
- M. Tringle, illustré par Léonce Petit, Paris, Hachette, 1868.
- L'Avocat trouble-ménage, Paris, Édouard Dentu, 1870.

### Études
- Essai sur les Lenain, 1850.
- Les Excentriques, Paris, 1852 (lire en ligne sur Gallica).
- Du réalisme : Lettre à Madame Sand, Paris, 1855 (lire en ligne).
- Le Réalisme, Paris, 1857 (lire en ligne sur Gallica).
- Souvenirs des Funambules, Michel Lévy Frères, 1859.
- Richard Wagner, 1860.
- Chansons populaires des provinces de France, 1860.
- De la littérature populaire en France, 1861.
- Nouvelles recherches sur la vie et l'œuvre des frères Le Nain, 1862.
- Histoire des faïences patriotiques sous la Révolution, 1867.
- Histoire de la caricature antique, Édouard Dentu, quatre éditions en 1865, 1867, 1879, 1880.
- Histoire de la caricature au Moyen Âge et sous la Renaissance, Édouard Dentu, deux éditions en 1872 et 1876.
- Histoire de la caricature sous la Réforme et la Ligue. Louis XIII à Louis XVI, Édouard Dentu, 1880.
- Histoire de la caricature sous la République, l'Empire et la Restauration, Édouard Dentu, deux éditions en 1874 et 1877.
- Histoire de la caricature moderne, Édouard Dentu, trois éditions en 1865, 1872, 1885. lire en ligne sur Gallica
- Le musée secret de la caricature, Édouard Dentu, 1888.
- Histoire de l'Imagerie populaire, Édouard Dentu, 1869.
- Souvenirs et portraits de jeunesse, Édouard Dentu, 1872
- Documents pour servir à la biographie de Balzac, 1875.
- Henry Monnier, sa vie son œuvre, Édouard Dentu, 1879.
- Balzac au collége, A. Patay, 1878.
- Les Vignettes romantiques. Histoire de la littérature et de l’art 1825-1840, Édouard Dentu, 1883.

### Théâtre
- La Comédie de l'Apôtre, Paris, Édouard Dentu, 1886 (lire en ligne sur Gallica).

### Nouvelles et contes
- Les Bons contes font les bons amis, illustré par Edmond Morin, Paris, Truchy, 1863, 64 p.
- Deux nouvelles de Champfleury : Confessions de Sylvius : la bohème amoureuse (1857) ; Les trouvailles de M. Bretoncel (1889)

### Ouvrages
- Luce Abélès et Geneviève Lacambre, Champfleury : l’art pour le peuple, Paris, Réunion des musées nationaux, 1990, 68 p.
- Gilles Bonnet (éd.), Champfleury, écrivain chercheur, actes du colloque organisé à Bordeaux, 22-24 mai 2003, Paris, Honoré Champion, 2006, 435 p.
- Jean-Louis Cabanes et Jean-Pierre Saïdah (éd.), La Fantaisie post-romantique, Toulouse, Presses Universitaires du Mirail, 2003, 648 p.
- Maurice Clouard, L’Œuvre de Champfleury, dressée, d’après ses propres notes, et complétée par M. Maurice Clouard, Paris, Léon Sapin, 1891, 48 pages.
- Maurice Clouard, Georges Vicaire, « Bibliographie de Champfleury », éditée par Thomas Busciglio, in Marie Gispert, Catherine Méneux (ed.), Bibliographies de critiques d’art francophones.
- Isabelle Daunais, « Le Réalisme de Champfleury ou la distinction des œuvres », Études françaises, Paris, vol. 43, no 2,‎ 2007 (lire en ligne).
- Antoinette Ehrard, « Champfleury (1821-1889) », La Promenade du critique influent : anthologie de la critique d’art en France 1850-1900, Textes réunis et présentés par Jean-Paul Bouillon, Nicole Dubreuil-Blondin, Antoinette Ehrard et Constance Naubert-Riser, Paris, Hazan, 1990, p. 45-46 ; nouvelle édition revue, corrigée et mise à jour par Jean-Paul Bouillon et Catherine Méneux, Paris, Hazan, 2010, p. 47-48.
- (en) David A. Flanary, Champfleury : The Realist Writer As Art Critic, Ann Arbor, UMI Research Press, 1980, xi, 95 p. (OCLC 644257354, lire en ligne).
- Geneviève et Jean Lacambre, Son regard et celui de Baudelaire. Champfleury, textes choisis, Paris, Hermann, 1990, 256 p.
- Ridiculosa, 2002, nº 9, numéro spécial « Jules Champfleury », p. 1-124.
- Georges Vicaire, « Champfleury », dans Manuel de l’amateur de livres du XIXe siècle (1801- 1893), Paris, A. Rouquette, 1895 (lire en ligne), p. 175-214.
- Bernard Vouilloux, Un art sans art. Champfleury et les arts mineurs, Lyon, Fage, 2009.

### Articles
- Pascal Dupuy, « Sur Champfleury et son histoire de la caricature sous la République, l’Empire et la Restauration », Ridiculosa, no 14 : Caricature(s) et modernité(s),‎ 2007.
- Michela Lo Feudo, « Caricature moderne et modernité de la caricature chez Jules Champfleury », Ridiculosa, Paris, no 14 : Caricature(s) et modernité(s),‎ 2007, p. 57-70 (lire en ligne).
- Michela Lo Feudo, « Réalisme et « autre de l’art » dans les Contes de Champfleury », Recherches & Travaux, Paris, no 82,‎ 2013, p. 71-90 (lire en ligne).
- Michela Lo Feudo, « Penser le rire au XIXe siècle à travers les Histoires de la caricature », dans A. Vaillant et R. de Villeneuve (dir.), Le Rire moderne, Nanterre, Presses universitaires de Paris Ouest, 2013 (lire en ligne), p. 313-33.
- Michela Lo Feudo, « Du journalisme à l’art populaire. Biographie intellectuelle de Jules Champfleury, polygraphe du XIXe siècle », dans Bérose - Encyclopédie internationale des histoires de l’anthropologie, Paris, 2016.
- Michela Lo Feudo, « Bibliographie mise à jour de l’œuvre de Champfleury », Encyclopédie internationale des histoires de l’anthropologie, Paris,‎ 2016.
- Rebecca Partouche, « La Caricature, une technique réaliste », Ridiculosa, no 14 : Caricature(s) et modernité(s),‎ 2007.